# Glaciar Risting
Glaciar Risting (en inglés: Risting Glacier) es un glaciar de 4,5 millas náuticas (8 km) de largo, se extiende al norte del Glaciar Jenkins y fluye sureste en la cabeza del fiordo de Drygalski en la parte sur de Georgia del Sur. Encuestados por la Encuesta Georgia del Sur (SGS) en Duncan Carse en el período de 1951 a 1957, y nombrado por el Comité Antártico Lugares Geográficos Reino Unido (UK-APC) para Sigurd risting (1870-1935), historiador de la caza de ballenas de Noruega; secretario de Norsk Hvalfangerforening, 1918-1935, y el redactor de Norsk Hvalfangst-Tidende, 1922-1935. La Expedición Antártica Alemana bajo Wilhelm Filchner, 1911-1912, llamado fiordo de Drygalski y este glaciar de Erich von Drygalski, líder de la expedición antártica alemana, 1901-1903, pero el nombre del glaciar no sobrevivieron. Una serie de características en la Antártida, incluyendo Drygalski Glacier, se nombra para Drygalski.